# Đường cao tốc Pháp Vân – Cầu Giẽ
Đường cao tốc Pháp Vân – Cầu Giẽ (ký hiệu toàn tuyến là CT.01) là một đoạn đường cao tốc thuộc hệ thống đường cao tốc Bắc – Nam phía Đông. Đây là tuyến đường quan trọng của Hà Nội nói riêng và của miền Bắc nói chung.

## Vị trí
Tuyến đường này có chiều dài là 32,3 km. Điểm đầu là nút giao Pháp Vân, Yên Sở, giao cắt với quốc lộ 1 và đường vành đai 3 Hà Nội; điểm cuối là nút giao Đại Xuyên (liên kết với quốc lộ 1 và đường tỉnh 428) thuộc địa phận xã Đại Xuyên, Hà Nội; kết nối với đường cao tốc Cầu Giẽ – Ninh Bình.

## Thiết kế
Giai đoạn 1, tuyến đường được thiết kế 4 làn xe và 2 làn dừng khẩn cấp; giai đoạn 2 hiện tại gồm 6 làn xe chạy và 2 làn xe khẩn cấp, giữa 2 chiều là dải phân cách trồng cây. Quy mô giai đoạn hoàn chỉnh toàn tuyến sẽ có 8 làn xe, 2 làn dừng khẩn cấp và theo dự thảo điều chỉnh quy hoạch sẽ nâng tuyến đường lên quy mô từ 10 đến 12 làn xe, 2 làn dừng khẩn cấp.
Theo thiết kế ban đầu cho đường cao tốc, làn trái dành cho xe con, tốc độ tối đa 100 km/h và tối thiểu 80 km/h. Làn phải dành cho xe chạy tốc độ 60 – 80 km/h. Song, do có nhiều đoạn sụt lún, mặt đường bị nứt, gãy khúc, không bảo đảm độ êm thuận, một số nút giao trên tuyến còn thiếu hợp lý, nên ở một số đoạn, biển quy định tốc độ đã được gỡ bỏ. Đường Pháp Vân – Cầu Giẽ không được hội đồng nghiệm thu công nhận là đường cao tốc. Từng có ý kiến cho rằng vì có trường điện từ lớn ở đường cao tốc Pháp Vân – Cầu Giẽ, nên đường này mới trở thành đoạn có nhiều tai nạn giao thông trên tuyến Quốc lộ 1 (trước đây).
Đường cao tốc Pháp Vân – Cầu Giẽ được coi là cửa ngõ phía Nam quan trọng để ra vào Hà Nội nên tuyến đường thường xuyên xảy ra tình trạng ùn tắc giao thông, nhất là vào dịp lễ hoặc Tết.

## Xây dựng

### Thi công
Công việc xây dựng đường Pháp Vân – Cầu Giẽ được khởi công vào ngày 4 tháng 9 năm 1998 và hoàn thành giai đoạn 1 vào ngày 1 tháng 1 năm 2002, mặc dù trong giai đoạn đầu chỉ khai thác giai đoạn tiền cao tốc (vì xe máy và xe thô sơ được đi vào). Đến ngày 1 tháng 2 năm 2012, cao tốc Pháp Vân – Cầu Giẽ chính thức cấm xe máy, xe thô sơ lưu thông; các phương tiện xe máy, xe thô sơ chỉ được phép di chuyển trên tuyến đường gom cao tốc hoặc lưu thông trên quốc lộ 1 hiện hữu.

### Mở rộng
Năm 2013, đề xuất nâng cấp đường Pháp Vân – Cầu Giẽ lên thành đường cao tốc được chấp thuận. Trước đó, đường chỉ được coi là 1 tuyến tránh của Quốc lộ 1 và xe máy được phép đi vào. Đường được nâng cấp theo hình thức PPP (hợp đồng BOT) do liên danh Công ty Cổ phần Đầu tư Phát triển Xây dựng Minh Phát (Minh Phát), Tổng công ty Xây dựng công trình giao thông 1 (Cienco 1) và Công ty Cổ phần Đầu tư và Xây dựng giao thông Phương Thành (Phương Thành Tranconsin); liên danh này đã thành lập Công ty Cổ phần BOT Pháp Vân – Cầu Giẽ để quản lý và thực hiện dự án. Dự án này được thực hiện theo 2 giai đoạn: giai đoạn 1 thi công cải tạo đường cũ 4 làn xe, thi công dự kiến từ quý IV/2013 đến quý IV/2014 và giai đoạn 2 thi công mở rộng với 6 làn xe và xây dựng đường song hành 2 bên. Tổng mức đầu tư cho cả 2 giai đoạn là 6.731 tỷ đồng. Hiện nay, quá trình cải tạo giai đoạn 1 và giai đoạn 2 đều đã hoàn tất.

## Chi tiết tuyến đường

Bảng thông tin tốc độ cao tốc

### Làn xe
- 6 làn xe và 2 làn dừng khẩn cấp

### Chiều dài
- Toàn tuyến: 32,3 km

### Tốc độ giới hạn
- Tối đa: 100 km/h, Tối thiểu: 60 km/h
  - Làn ngoài cùng: Tối đa: 100 km/h, tối thiểu: 80 km/h, cấm xe tải
  - Làn giữa: Tối đa: 100 km/h, tối thiểu: 70 km/h
  - Làn trong cùng: Tối đa: 100 km/h, tối thiểu: 60 km/h

### Cầu, Hầm
- 36 cầu, gồm 1 cầu vượt sông, 1 cầu vượt đường sắt, còn lại là hầm chui dân sinh

## Lộ trình chi tiết
- IC - Nút giao, JCT - Điểm lên xuống, SA - Khu vực dịch vụ (Trạm dừng nghỉ), TN - Hầm đường bộ, TG - Trạm thu phí, BR - Cầu
- Đơn vị đo khoảng cách là km.

| Số                                                      | Tên                                     | Khoảng cách từ đầu tuyến               | Kết nối                                | Ghi chú                                                              | Vị trí                                 | Vị trí                                 |
| Kết nối trực tiếp với phố Bùi Huy Bích                  | Kết nối trực tiếp với phố Bùi Huy Bích  | Kết nối trực tiếp với phố Bùi Huy Bích | Kết nối trực tiếp với phố Bùi Huy Bích | Kết nối trực tiếp với phố Bùi Huy Bích                               | Kết nối trực tiếp với phố Bùi Huy Bích | Kết nối trực tiếp với phố Bùi Huy Bích |
| ------------------------------------------------------- | --------------------------------------- | -------------------------------------- | -------------------------------------- | -------------------------------------------------------------------- | -------------------------------------- | -------------------------------------- |
| 1                                                       | IC Pháp Vân                             | 182.0                                  | Đường vành đai 3 (Hà Nội) Quốc lộ 1    | Đầu tuyến đường cao tốc Kết nối với Đường cao tốc Hà Nội – Bắc Giang | Hà Nội                                 | Yên Sở                                 |
| -                                                       | IC Tứ Hiệp                              | 184.7                                  | Đường Tam Trinh – Văn Điển             | Đang thi công                                                        | Hà Nội                                 | Thanh Trì                              |
| TG                                                      | Trạm thu phí cao tốc Pháp Vân – Cầu Giẽ | 188.1                                  |                                        | Thu phí liên thông với đường cao tốc Cầu Giẽ – Ninh Bình             | Hà Nội                                 | Ngọc Hồi                               |
| -                                                       | IC Vành đai 4                           |                                        | Đường vành đai 4 (Hà Nội)              | Đang thi công                                                        | Hà Nội                                 | Thường Tín                             |
| 2                                                       | IC Thường Tín                           | 192.7                                  | Đường tỉnh 427                         |                                                                      | Hà Nội                                 | Chương Dương                           |
| 3                                                       | IC Vạn Điểm                             | 203.7                                  | Đường tỉnh 429                         |                                                                      | Hà Nội                                 | Phú Xuyên                              |
| 4                                                       | IC Đại Xuyên                            | 211.7                                  | Quốc lộ 1 Đường tỉnh 428               | Cuối tuyến đường cao tốc                                             | Hà Nội                                 | Đại Xuyên                              |
| Kết nối trực tiếp với Đường cao tốc Cầu Giẽ – Ninh Bình |                                         |                                        |                                        |                                                                      |                                        |                                        |
| 1.000 mi = 1.609 km; 1.000 km = 0.621 mi                |                                         |                                        |                                        |                                                                      |                                        |                                        |